# クララ・クーカロバ
クララ・クーカロバ（Klára Koukalová, 1982年2月24日 - ）は、チェコ・プラハ出身の女子プロテニス選手。WTAツアーでシングルス3勝、ダブルス4勝を挙げた。自己最高ランキングはシングルス20位、ダブルス31位。身長166cm、体重55kg。右利き、バックハンド・ストロークは両手打ち。サッカー選手のヤン・ザコパルと結婚していた2006年から2014年までは「ザコパロバ」（Zakopalová）と名乗っていた。

## 来歴
1999年にプロに転向。2001年全豪オープンから4大大会の予選会に挑戦を始めたが、なかなか突破することが出来ず2003年全豪オープンでようやく予選勝ち上がり初出場を果たした。1回戦でマリア・シャラポワを 6-4, 7-6(6) （シャラポワも予選勝ち上がりで4大大会初出場だった）、2回戦で第6シードのモニカ・セレシュを 6-7(6), 7-5, 6-3 で破る殊勲を挙げ3回戦に進出。3回戦では第25シードのメガン・ショーネシーに 1-6, 3-6 で敗れた。

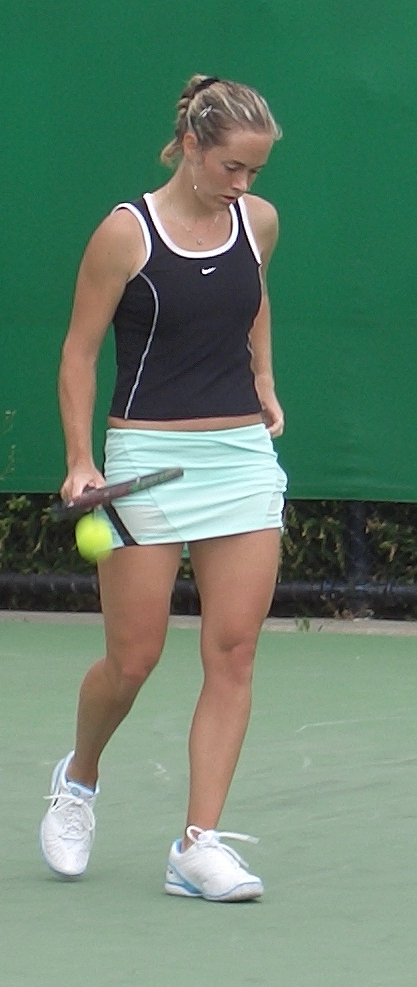
2006年全豪オープンにて

クーカロバはこれまで、女子テニスツアーのシングルスで5度の準優勝に甘んじてきたが、2005年6月のオルディナ・オープンでは決勝でチェコの後輩のルーシー・サファロバを 3–6, 6–2, 6–2 で破りツアー初優勝を果たす。 9月のスロベニア・オープンでは決勝でカタリナ・スレボトニクを 6–2, 4–6, 6–3 で破り2勝目を挙げた。2006年6月6日にチェコのサッカー選手ヤン・ザコパルと結婚しクララ・ザコパロバと名乗るようになった。
初出場の2003年全豪で3回戦に進出してからなかなか2回戦を突破出来なかったザコパロバだが2010年ウィンブルドン2回戦で第18シードのアラバン・レザイを 5-7, 6-3, 6-3 、3回戦で第10シードのフラビア・ペンネッタに 6-2, 6-3 で勝利し初めて4回戦に進出した。4回戦ではカイア・カネピに 2-6, 4-6 で敗れた。2012年全仏オープンで2度目の4大大会の4回戦に進出したが、4回戦でマリア・シャラポワに 4-6, 7-6(5), 2-6 で敗れベスト8進出を逃した。
クーカロバは31歳で2013年4月15日付けのランキングで20位の自己最高位を記録している。2014年3月のブラジル・テニス・カップの決勝でガルビネ・ムグルサを 4–6, 7–5, 6–0 で破り9年ぶりのシングルス3勝目を挙げた。
クーカロバはオリンピックチェコ代表として、2004年アテネ五輪と2008年北京五輪、2012年ロンドン五輪の3大会に出場しているが、いずれもシングルス1回戦で敗退している。
2014年に離婚し旧姓のクーカロバに登録名を戻した。2016年ウィンブルドン選手権の予選で敗退した試合が最後の出場になり同年に現役を引退した。

## WTAツアー決勝進出結果

### シングルス: 15回 (3勝12敗)
| 大会グレード          | 大会グレード                 |
| 2008年以前            | 2009年以後                   |
| --------------------- | ---------------------------- |
| グランドスラム (0–0)  |                              |
| WTAファイナルズ (0–0) |                              |
| ティア I (0–0)        | プレミア・マンダトリー (0-0) |
| ティア I (0–0)        | プレミア5 (0-0)              |
| ティア II (0–0)       | プレミア (0–0)               |
| ティア III (1–4)      | インターナショナル (1–5)     |
| ティア IV ＆ V (1–3)  | インターナショナル (1–5)     |

| 結果   | No. | 決勝日        | 大会                 | サーフェス    | 対戦相手                     | スコア            |
| ------ | --- | ------------- | -------------------- | ------------- | ---------------------------- | ----------------- |
| 準優勝 | 1.  | 2001年5月20日 | アントワープ         | クレー        | バーバラ・リットナー         | 3–6, 2–6          |
| 準優勝 | 2.  | 2002年7月14日 | カサブランカ         | クレー        | パトリシア・ワーツシュ       | 7–5, 3–6, 3–6     |
| 準優勝 | 3.  | 2003年8月2日  | ソポト               | クレー        | アンナ・スマシュノワ         | 2–6, 0–6          |
| 準優勝 | 4.  | 2004年6月19日 | スヘルトーヘンボス   | 芝            | マリー・ピエルス             | 6–7(6), 2–6       |
| 準優勝 | 5.  | 2004年8月14日 | ソポト               | クレー        | フラビア・ペンネッタ         | 5–7, 6–3, 3–6     |
| 優勝   | 1.  | 2005年6月18日 | スヘルトーヘンボス   | 芝            | ルーシー・サファロバ         | 3–6, 6–2, 6–2     |
| 準優勝 | 6.  | 2005年7月24日 | パレルモ             | クレー        | アナベル・メディナ・ガリゲス | 4–6, 0–6          |
| 優勝   | 2.  | 2005年9月25日 | ポルトロス           | ハード        | カタリナ・スレボトニク       | 6–2, 4–6, 6–3     |
| 準優勝 | 7.  | 2008年2月17日 | ビニャ・デル・マール | クレー        | フラビア・ペンネッタ         | 4–6, 4–5 途中棄権 |
| 準優勝 | 8.  | 2010年8月8日  | コペンハーゲン       | ハード (室内) | キャロライン・ウォズニアッキ | 2–6, 6–7(5)       |
| 準優勝 | 9.  | 2010年9月26日 | ソウル               | ハード        | アリサ・クレイバノワ         | 1–6, 3–6          |
| 準優勝 | 10. | 2013年1月5日  | 深圳                 | ハード        | 李娜                         | 3–6, 6–1, 5–7     |
| 準優勝 | 11. | 2014年1月11日 | ホバート             | ハード        | ガルビネ・ムグルサ           | 4–6, 0–6          |
| 準優勝 | 12. | 2014年2月23日 | リオデジャネイロ     | クレー        | 奈良くるみ                   | 1–6, 6–4, 1–6     |
| 優勝   | 3.  | 2014年3月1日  | フロリアノーポリス   | ハード        | ガルビネ・ムグルサ           | 4–6, 7–5, 6–0     |

### ダブルス: 10回 (4勝6敗)
| 結果   | No. | 決勝日         | 大会               | サーフェス    | パートナー                       | 対戦相手                                            | スコア              |
| ------ | --- | -------------- | ------------------ | ------------- | -------------------------------- | --------------------------------------------------- | ------------------- |
| 準優勝 | 1.  | 2001年9月17日  | ケベック・シティー | ハード (室内) | アリーナ・バスコバ               | サマンサ・リーブス アドリアーナ・セッラ・ザネッティ | 5–7, 6–4, 3–6       |
| 準優勝 | 2.  | 2009年7月25日  | ポルトロス         | ハード        | カミーユ・パン                   | ユリア・ゲルゲス ブラディミラ・ウーリロバ           | 4–6, 2–6            |
| 準優勝 | 3.  | 2009年10月24日 | モスクワ           | ハード (室内) | マリア・コンドラティエワ         | マリア・キリレンコ ナディア・ペトロワ               | 2–6, 2–6            |
| 優勝   | 1.  | 2011年6月18日  | スヘルトーヘンボス | 芝            | バルボラ・ザフラボバ・ストリコバ | ドミニカ・チブルコバ フラビア・ペンネッタ           | 1–6, 6–4, [10–7]    |
| 準優勝 | 4.  | 2011年7月16日  | パレルモ           | クレー        | アンドレア・フラバーチコバ       | サラ・エラニ ロベルタ・ビンチ                       | 5–7, 1–6            |
| 準優勝 | 5.  | 2013年6月22日  | イーストボーン     | 芝            | モニカ・ニクレスク               | ナディア・ペトロワ カタリナ・スレボトニク           | 3-6, 3-6            |
| 優勝   | 2.  | 2013年7月21日  | ボースタード       | クレー        | アナベル・メディナ・ガリゲス     | アレクサンドラ・ドゥルゲル フラビア・ペンネッタ     | 6–1, 6–4            |
| 優勝   | 3.  | 2014年1月4日   | 深圳               | ハード        | モニカ・ニクレスク               | リュドミラ・キチェノク ナディヤ・キチェノク         | 6–3, 6–4            |
| 優勝   | 4.  | 2014年1月11日  | ホバート           | ハード        | モニカ・ニクレスク               | リサ・レイモンド 張帥                               | 6–2, 6–7(5), [10–8] |
| 準優勝 | 6.  | 2014年4月13日  | カトヴィツェ       | ハード (室内) | モニカ・ニクレスク               | ユリア・ベイゲルジマー オリガ・サブチュク           | 6–4, 5–7, [10–7]    |

## 4大大会シングルス成績
略語の説明
| W | F | SF | QF | #R | RR | Q# | LQ | A | Z# | PO | G | S | B | NMS | P | NH |

W=優勝, F=準優勝, SF=ベスト4, QF=ベスト8, #R=#回戦敗退, RR=ラウンドロビン敗退, Q#=予選#回戦敗退, LQ=予選敗退, A=大会不参加, Z#=デビスカップ/BJKカップ地域ゾーン, PO=デビスカップ/BJKカッププレーオフ, G=オリンピック金メダル, S=オリンピック銀メダル, B=オリンピック銅メダル, NMS=マスターズシリーズから降格, P=開催延期, NH=開催なし.
| 大会           | 2001 | 2002 | 2003 | 2004 | 2005 | 2006 | 2007 | 2008 | 2009 | 2010 | 2011 | 2012 | 2013 | 2014 | 2015 | 2016 | 通算成績 |
| -------------- | ---- | ---- | ---- | ---- | ---- | ---- | ---- | ---- | ---- | ---- | ---- | ---- | ---- | ---- | ---- | ---- | -------- |
| 全豪オープン   | LQ   | LQ   | 3R   | 1R   | 2R   | 1R   | 1R   | 1R   | 1R   | 1R   | 2R   | 1R   | 2R   | 1R   | 2R   | 1R   | 6–14     |
| 全仏オープン   | LQ   | LQ   | 1R   | 2R   | 2R   | 1R   | LQ   | 2R   | 1R   | 2R   | 1R   | 4R   | 1R   | 1R   | 1R   | LQ   | 7–12     |
| ウィンブルドン | LQ   | LQ   | 1R   | 2R   | 1R   | 1R   | LQ   | 1R   | 1R   | 4R   | 3R   | 3R   | 3R   | 2R   | 1R   | LQ   | 11–12    |
| 全米オープン   | LQ   | LQ   | 1R   | 1R   | 1R   | 1R   | 1R   | 1R   | LQ   | 1R   | 1R   | 1R   | 1R   | 1R   | 1R   | A    | 0–12     |